# Ideopsis lycosura
Ideopsis lycosura är en fjärilsart som beskrevs av Hans Fruhstorfer 1910. Ideopsis lycosura ingår i släktet Ideopsis och familjen praktfjärilar. Inga underarter finns listade i Catalogue of Life.